# Тасмурадов Ельмурат Зулипкарович
Ельмурат Тасмурадов (узб. Эльмурат Ташмурадов; нар. 12 грудня 1991) —  узбецький борець греко-римського стилю, срібний та дворазовий бронзовий призер чемпіонату світу, чотириразовий чемпіон та дворазовий срібний призер чемпіонатів Азії, бронзовий призер Азійських ігор, бронзовий призер Олімпійських ігор.

## Життєпис
Боротьбою почав займатися з 2004 року. Був бронзовим призером чемпіонату Азії 2011 року серед юніорів. Того ж року на світовій юніорській першості теж здобув бронзову нагороду.
Виступає за борцівський клуб «Динамо» Ташкент. Тренер — Рустам Кудратов.

## Спортивні результати на міжнародних змаганнях

### Виступи на Олімпіадах
| Змагання                    | Збірна     | Вагова категорія                 | Місце  |
| --------------------------- | ---------- | -------------------------------- | ------ |
| Літні Олімпійські ігри 2012 | Узбекистан | греко-римська боротьба, до 55 кг | 16     |
| Літні Олімпійські ігри 2016 | Узбекистан | греко-римська боротьба, до 59 кг | Бронза |

### Виступи на Чемпіонатах світу
| Змагання                        | Збірна     | Вагова категорія                 | Місце  |
| ------------------------------- | ---------- | -------------------------------- | ------ |
| Чемпіонат світу з боротьби 2013 | Узбекистан | греко-римська боротьба, до 60 кг | Бронза |
| Чемпіонат світу з боротьби 2014 | Узбекистан | греко-римська боротьба, до 59 кг | Бронза |
| Чемпіонат світу з боротьби 2015 | Узбекистан | греко-римська боротьба, до 59 кг | 11     |
| Чемпіонат світу з боротьби 2017 | Узбекистан | греко-римська боротьба, до 66 кг | 15     |
| Чемпіонат світу з боротьби 2018 | Узбекистан | греко-римська боротьба, до 63 кг | Срібло |

### Виступи на Чемпіонатах Азії
| Змагання                       | Збірна     | Вагова категорія                 | Місце  |
| ------------------------------ | ---------- | -------------------------------- | ------ |
| Чемпіонат Азії з боротьби 2012 | Узбекистан | греко-римська боротьба, до 55 кг | Срібло |
| Чемпіонат Азії з боротьби 2013 | Узбекистан | греко-римська боротьба, до 60 кг | Золото |
| Чемпіонат Азії з боротьби 2014 | Узбекистан | греко-римська боротьба, до 59 кг | Золото |
| Чемпіонат Азії з боротьби 2015 | Узбекистан | греко-римська боротьба, до 59 кг | Золото |
| Чемпіонат Азії з боротьби 2017 | Узбекистан | греко-римська боротьба, до 66 кг | 5      |
| Чемпіонат Азії з боротьби 2018 | Узбекистан | греко-римська боротьба, до 63 кг | Золото |
| Чемпіонат Азії з боротьби 2019 | Узбекистан | греко-римська боротьба, до 63 кг | Срібло |

### Виступи на Азійських іграх
| Змагання                        | Збірна     | Вагова категорія                 | Місце  |
| ------------------------------- | ---------- | -------------------------------- | ------ |
| Азійські ігри 2014              | Узбекистан | греко-римська боротьба, до 66 кг | 5      |
| Азійські ігри в приміщенні 2017 | Узбекистан | греко-римська боротьба, до 66 кг | Бронза |
| Азійські ігри 2018              | Узбекистан | греко-римська боротьба, до 67 кг | 7      |

### Виступи на інших змаганнях
| Змагання                                                         | Збірна     | Вагова категорія                 | Місце  |
| ---------------------------------------------------------------- | ---------- | -------------------------------- | ------ |
| Золотий Гран-прі з боротьби 2012 (Стамбул)                       | Узбекистан | греко-римська боротьба, до 55 кг | 10     |
| Олімпійський кваліфікаційний турнір з боротьби 2012 (Тайюань)    | Узбекистан | греко-римська боротьба, до 55 кг | Бронза |
| Кубок Азовмаша 2012                                              | Узбекистан | греко-римська боротьба, до 60 кг | Золото |
| Кубок Президента Казахстану з боротьби 2012                      | Узбекистан | греко-римська боротьба, до 60 кг | Бронза |
| Турнір Вехбі Емре 2013                                           | Узбекистан | греко-римська боротьба, до 60 кг | 8      |
| Літня Універсіада 2013                                           | Узбекистан | греко-римська боротьба, до 60 кг | 7      |
| Золотий Гран-прі з боротьби 2013 (Баку)                          | Узбекистан | греко-римська боротьба, до 60 кг | 11     |
| Турнір Вехбі Емре 2014                                           | Узбекистан | греко-римська боротьба, до 66 кг | Срібло |
| Золотий Гран-прі з боротьби 2014 (Баку)                          | Узбекистан | греко-римська боротьба, до 59 кг | 10     |
| Меморіал Олега Караваєва 2014                                    | Узбекистан | греко-римська боротьба, до 66 кг | 5      |
| Турнір Вехбі Емре і Гаміта Каплана 2015                          | Узбекистан | греко-римська боротьба, до 66 кг | 16     |
| Золотий Гран-прі з боротьби 2015                                 | Узбекистан | греко-римська боротьба, до 59 кг | Срібло |
| Турнір Івана Піддубного 2016                                     | Узбекистан | греко-римська боротьба, до 59 кг | Срібло |
| Олімпійський кваліфікаційний турнір з боротьби 2016 (Улан-Батор) | Узбекистан | греко-римська боротьба, до 59 кг | Бронза |
| Кубок Владислава Пітласинські 2016                               | Узбекистан | греко-римська боротьба, до 66 кг | 14     |
| Золотий Гран-прі з боротьби 2016                                 | Узбекистан | греко-римська боротьба, до 66 кг | 13     |
| Гран-прі Загреба з боротьби 2019                                 | Узбекистан | греко-римська боротьба, до 67 кг | Золото |

### Виступи на змаганнях молодших вікових груп
| Змагання                                      | Збірна     | Вагова категорія                 | Місце  |
| --------------------------------------------- | ---------- | -------------------------------- | ------ |
| Чемпіонат світу з боротьби серед юніорів 2010 | Узбекистан | греко-римська боротьба, до 55 кг | 19     |
| Чемпіонат Азії з боротьби серед юніорів 2011  | Узбекистан | греко-римська боротьба, до 55 кг | Бронза |
| Чемпіонат світу з боротьби серед юніорів 2011 | Узбекистан | греко-римська боротьба, до 55 кг | Бронза |